# زنجره‌درختی‌واران
زنجره‌درختی‌واران (نام علمی: Membracoidea) نام یک بالاخانواده از فروراسته زنجره‌ریختان است.